# Cecidoxenus
Cecidoxenus är ett släkte av steklar. Cecidoxenus ingår i familjen puppglanssteklar.
Kladogram enligt Catalogue of Life:
| Cecidoxenus | \| \| Cecidoxenus aereifemur \| \| \| \| \| \| Cecidoxenus nigrocyaneus \| \| \| \| |
|             | \| \| Cecidoxenus aereifemur \| \| \| \| \| \| Cecidoxenus nigrocyaneus \| \| \| \| |
|             | Cecidoxenus aereifemur                                                              |
|             |                                                                                     |
|             | Cecidoxenus nigrocyaneus                                                            |
|             |                                                                                     |